# بطولة العالم لكرة الطائرة للرجال 1960
أقيمت بطولة العالم لكرة الطائرة للرجال 1960 في دورتها الرابعة في ريو دي جانيرو في البرازيل في الفترة من 28 أكتوبر وإلى 11 نوفمبر 1960.

## الترتيب النهائي
| 1. الاتحاد السوفيتي 2. تشيكوسلوفاكيا 3. رومانيا 4. بولندا 5. البرازيل 6. المجر 7. الولايات المتحدة 8. اليابان 9. فرنسا 10. فنزويلا 11. الأرجنتين 12. باراغواي 13. الأوروغواي 14. بيرو | \| بطولة العالم لكرة الطائرة للرجال 1960 \| \| ------------------------------------- \| \| · الاتحاد السوفيتي · للمرة الثالثة \| |
| بطولة العالم لكرة الطائرة للرجال 1960 | |
| · الاتحاد السوفيتي · للمرة الثالثة | |